# Parafia Najświętszej Maryi Panny Królowej Polski w Pewli Ślemieńskiej
Parafia Najświętszej Maryi Panny Królowej Polski w Pewli Ślemieńskiej – parafia rzymskokatolicka znajdująca się w Pewli Ślemieńskiej. Należy do dekanatu Jeleśnia diecezji bielsko-żywieckiej. Erygowana w 1983. Prowadzą ją księża Michalici.